# Csurgai Ferenc
Csurgai Ferenc (Cegléd, 1956. október 1. –) magyar szobrász-, festő-, és grafikusművész.

## Életpályája
1984-ben diplomázott a Magyar Képzőművészeti Főiskolán. Beton szobrászatban való alkalmazásával 1984 óta foglalkozik. 1985-ben a murális tanszéken művészképzős volt. 1985–1993 között tagja a Fiatal Képzőművészek Stúdiójának. 1985-től tagja a Magyar Alkotóművészek Országos Egyesületének. 2000-től tagja a Magyar Szobrásztársaságnak. 2001-től a Magyar Szépmíves Társaság tagja. 2002–2007 között a Pécsi Tudományegyetem Művészeti kar szobrász tanszékén kurzusvezető művésztanár volt. 2003-tól a Nyugat-Magyarországi Tudományegyetem kecskeméti Szilikát tanszékén művésztanár. 2008-tól tagja a Magyar Képzőművészek és Iparművészek Szövetségének.

## Díjai
- „Stúdió ’88” Nívódíj (1988)
- Soros ösztöndíj (1990)
- Derkovits Gyula képzőművészeti ösztöndíj (1990–1993)
- Formatervezési Nívódíj (2001)
- MAOE alkotói ösztöndíj (2001, 2008)
- NKA alkotói ösztöndíj (2002, 2005, 2007, 2009)
- ARTICUM I. Nemzetközi Képzőművészeti Biennálé, Szobrászati díj (2004)
- 1. Nemzetközi Szilikátművészeti Triennálé, Arany diploma (2005)
- XIX. Kisplasztikai Biennálé, Pécs, III. díj (2005)
- II. Nemzetközi Szilikátművészeti Triennálé I. díj (2008)
- Főtér szabadtéri szoborpályázat- Kecskemét III. díj (2008)

## Egyéni kiállítások
- 1985 - Kossuth Múzeum - Cegléd
- 1985 - Galeria Imago - Amszterdam
- 1988 - Stúdió Galéria - Budapest
- 1994 - Carmina Galéria - Empedoklész-ünnep – Budapest
- 2001 - Görög templom - Vác
- 2002 - Felhőnéző - Collegium Hungaricum Bécs
- 2003 - Magyar Képzőművészeti Egyetem, Parthenon-fríz Terem, Epreskert, Budapest
- 2004 - Lépésről lépésre - Ceglédi Galéria, Cegléd
- 2005 - Rejtőző - Művésztelepi Galéria – Szolnok
- 2009 – Szabad ég alatt – Kert Galéria - Szolnok (Palkó Tiborral)
- 2010 – Késő – Fészek Galéria- Budapest
- 2010 – Fragmentumok – Blaskovich Múzeum – Tápiószele
- 2011 – Eső előtt tűz után – Godot Galéria – Budapest
- 2011 – III. Nemzetközi Szilikátművészeti Triennále – (kamara kiállítás)Kecskemét

## Csoportos kiállítások
- 1985-1993 Fiatal Képzőművészek Stúdiójának éves beszámoló kiállításai - Budapest
- 1990-1993 Derkovits – ösztöndíjasok beszámoló kiállításai - Budapest
- 1990 - Architektonikus gondolkodás ma - Műcsarnok , Budapest
- 1996 - IV. Nemzetközi Szobrászrajz Biennálé – Vigadógaléria – Budapest
- 1998 - 2. lépés a jövőbe – Design kiállítás – Vigadó Galéria – Budapest
- 2000 - „Múltunkkal a jövőbe” - Szentendre, Művészetmalom
- 2000 - Reprezentatív válogatás a millenniumi pályázatokon nyert alkotásokból - Millenniumi Szalon, Budapest
- 2001 - Magyar Szépmíves Társaság kiállítása – Kisgaléria - Pécs
- 2001 - Szobrászaton innen és túl – Budapest - Műcsarnok
- 2001 - Nívódíjasok kiállítása - Iparművészeti Múzeum - Budapest
- 2002 - MAOE ösztöndíjasok kiállítása – Millenniumi Szalon – Budapest
- 2002 - I. Kortárs Keresztény Ikonográfiai Biennálé – Kecskeméti Képtár – Kecskemét
- 2002 - Magyar Szobrásztársaság kiállítása – Budapest
- 2002 - Magyar Szépmíves Társaság – Collegium Hungaricum - Bécs
- 2003 - XVIII. Országos Kisplasztikai Biennálé - Pécs
- 2003 - Szabad-tér - Kortárs Magyar Szobrászat - Kecskemét
- 2003 - Magyar Szépmíves Társaság – Körmendi Galéria - Budapest
- 2004 - Magyar Szobrász Társaság – Kortárs Köztéri Szoborkiállítás – Erzsébet tér - Budapest
- 2004 - Szabad- tér – Kortárs Magyar Szobrászat - Kecskemét
- 2004 - ARTICUM-I. Nemzetközi Képzőművészeti Biennálé - Szolnok
- 2005 - I. Nemzetközi Szilikátművészeti Triennálé - Kecskemét
- 2005 - XIX: Országos Kisplasztikai Biennále - Pécs
- 2005 - Magyar Szobrász Társaság, 11 szobrász kiállítása - Szombathely
- 2005 - „pARTicum Biennálé” I. Szolnoki Szabadtéri Szoborkiállítás
- 2007 - XX. Országos Kisplasztikai Biennále – Pécs
- 2008 - II. Nemzetközi Szilikátművészeti Triennále – Kecskemét
- 2009 – Dedukció, I. Szobrász Biennálé – Művészet Malom – Szentendre
- 2010 – ARTICUM Képzőművészeti Biennálé – Szolnok
- 2011 – KOGART Kortárs Művészeti Gyűjtemény – Budapest
- 2011 – III. Nemzetközi Szilikátművészeti Triennále - Kecskemét
- 2011 – IV. Particum Biennálé – Szolnok
- 2011 - Szolnoki Képzőművészeti társaság – Szolnoki Galéria
- 2011 - Europaischen Dialogs - Kunstsalon Schönbrunn - Bécs

## Köztéri művek
- 1984 - Színpad - Budapest
  - Margitszigeti Szabadtéri Színpad előcsarnoka
  - Vasbeton dombormű, mérete 3m x 3m
- 1991 - Architektonikus forma – szobor
  - Ceglédi Toldi Ferenc Kórház
  - színezett beton, mérete 4m x 2m x 2,4m
- 1993 - Bűvös négyzet Tokió – Japán
  - kétoldalas dombormű, beton, mérete 1m x 1m
- 2004 - Új architektonika, Toldi Ferenc Kórház, - Cegléd
  - Anyagában színezett és festett beton szobor, 92x140x50 cm
- Arts-Up: Virtuális művészeti galéria - Kiállítások - képzőművészeti és iparművészeti információk és útmutatók
  - smArt web design